# Anthropologie de l'alimentation
L'anthropologie de l'alimentation est une branche de l'anthropologie qui étudie les représentations et pratiques alimentaires associées à l'alimentation humaine. Elle a été particulièrement étudiée en France, notamment par des chercheurs comme Claude Fischler, Annie Hubert et aujourd'hui entre autres Philippe Stéfanini qui en 2008 ouvrit de nouvelles perspectives de recherches, notamment quand l'aliment peut être édifié en symbole par ceux qui le produisent et le consomment quotidiennement. À partir de cette étude, Stéfanini créera le concept de conversion éthique et d'aliment durable. L'anthropologie de l'aliment peut être un nouvel axe d'étude prometteur.

## Définition
Audrey Richards fait sans doute partie des pionnières de l'anthropologie de l'alimentation. En 1932, elle définit la nutrition comme un processus fondamental de la vie humaine.
En 1945, Margaret Mead démontre comment ce processus est lié à des habitudes alimentaires bioculturelles et que l’anthropologie de l’alimentation se cristallise en premier lieu sur l’aliment.[réf. souhaitée]
L’aliment a souvent été étudié du point de vue du consommateur, en « accentuant sa haute charge affective »[source insuffisante] ou « symbolique ». Toutefois, peu de travaux se penchent sur l’activité professionnelle qui la construit en symbole, si ce n’est les travaux sur son éventuelle patrimonialisation (Dupré, 2002 et Micoud, 2003)[source insuffisante].
Durand le qualifie de « régime mystique » (ou antiphrasique) de l’imaginaire. « L’humain devient un avec l’aliment qu’il ingère (…) l’aliment se perd dans les profondeurs sombres du corps humain » (Durand, 1993)[source insuffisante]. Ici l’aliment joue à plein les principes d’analogie et de similitude. Peut-être qu’en intégrant l’aliment dans son corps et dans son esprit on devient le milieu que l’on ingère. Dans ce cas, le principe dynamique en œuvre est celui de la fusion…
Les pouvoirs donnés à certains aliments sont en général des symboles sociaux composés de croyances, de représentations et dès lors, « parler de transformation, implique une discussion des différents degrés de modification » (Berger et Luckmann 1992)[source insuffisante].